# Chính quyền địa phương ở Nhật Bản
Chính quyền địa phương ở Nhật Bản bắt đầu hình thành từ thời kỳ Minh Trị duy tân. Sau Chiến tranh thế giới thứ hai, chính quyền địa phương trở nên có quyền tự chủ cao. Gần đây, họ được phân công thêm nhiều trách nhiệm và được hưởng thêm nhiều quyền hạn.

## Quyền tự chủ của địa phương
Khái niệm tự chủ của bộ máy chính quyền địa phương ở Nhật Bản mang hàm nghĩa rằng, cấp cơ sở và cấp trung gian giữa cơ sở với trung ương có quyền tự quyết và quản lý các chính sách công cộng theo sáng kiến riêng một cách tương đối tự do. Từ năm 1947, Hiến pháp của Nhật Bản dành hẳn một chương (Chương 8: Tự trị địa phương) về chính quyền địa phương. Cũng năm đó, Luật Tự chủ địa phương được ban hành,quy định chính quyền địa phương của Nhật Bản gồm hai cấp: chính quyền cấp tỉnh (都道府県) và chính quyền cấp hạt (市町村). Thực ra có một số hạt lớn được hưởng qui chế đặc biệt gọi là đô thị quốc gia (政令指定市); mặt khác có một số đơn vị cấp hạt nông thôn (町村) có thể liên kết với nhau tạo thành các đơn vị gọi là gun (郡) hoặc shichoh (支庁); tuy nhiên những trường hợp thế này không phổ biến. Luật Tự chủ địa phương còn quy định cơ cấu, thành phần và quyền hạn của các cơ quan lập pháp và của người lãnh đạo được bầu ra tại địa phương. Cục Tự trị địa phương có trách nhiệm xúc tiến tinh thần của Hiến pháp và của Luật Tự chủ địa phương.

## Đặc điểm
Hệ thống chính quyền địa phương của Nhật Bản sau chiến tranh chịu ảnh hưởng rất nhiều từ tinh thần tự chủ kiểu Mỹ- trái với hệ thống mang tính tập quyền trung ương theo mô hình kiểu Phổ thời kỳ trước chiến tranh. Hạt là địa phương cấp cơ sở ở Nhật Bản, chịu trách nhiệm chính trong việc cung ứng các hàng hóa công cộng thiết yếu đối với đời sống của nhân dân như điện nước, giáo dục cơ sở, công trình dân sinh phúc lợi, v.v... Cuối thập niên 1990, Nhật Bản có trên ba ngàn hạt. Tỉnh là địa phương cấp trung gian duy nhất giữa chính quyền trung ương với chính quyền cơ sở, chịu trách nhiệm chuyển tải các chính sách của trung ương về địa phương, thực hiện trách nhiệm chi đối với các kế hoạch phát triển toàn vùng và cung ứng các hàng hoá công cộng quan trọng mà quy mô tác động của chúng vượt ra khỏi phạm vi một hạt như đường giao thông, bảo vệ môi trường, v.v... Nhật Bản có 47 tỉnh.
Nếu như trách nhiệm phân công cho chính quyền các tỉnh giống nhau, thì trách nhiệm phân công cho chính quyền các hạt lại không như nhau tùy theo dân số của mỗi hạt. Hạt càng đông dân thì chính quyền hạt càng được phân công nhiều trách nhiệm. Các hạt có quy mô dân số rất lớn có thể được trung ương quyết định là các thành phố chỉ định quốc gia và được phân công rất nhiều trách nhiệm, có thể tương đương với trách nhiệm của chính quyền tỉnh mà hạt đó nằm trong. Các thành phố trung tâm vùng (中核市) cũng được phân công nhiều trách nhiệm. Các trách nhiệm được quy định rất rõ ràng bởi pháp luật.

## Những cải cách gần đây
Gần đây, Nhật Bản đẩy mạnh phân quyền. Các chính quyền địa phương trở nên được giao nhiều trách nhiệm hơn và cũng có thêm quyền hạn. Các địa phương cấp hạt được khuyến khích sáp nhập với nhau để đáp ứng thực tế là phạm vi sinh hoạt của nhân dân địa phương ngày càng rộng hơn và để phát huy tính kinh tế nhờ quy mô trong cung ứng hàng hóa công cộng địa phương. Theo kế hoạch của chính phủ Nhật Bản, thông qua sáp nhập, số lượng chính quyền cấp cơ sở sẽ giảm xuống còn khoảng 1500.